# 項峻
項峻（？—？年），東吳中期官員，後來任郎中一職。

## 生平
項峻，為東吳中期官員，官至郎中。東吳大帝孫權在位後期，命項峻和太史令丁孚編撰《吳書》，可惜孫亮和薛瑩、華覈等認為丁孚、項峻二人沒有撰寫史書的能力而不採納之，故孫亮即位後改派韋矅、薛瑩、華覈、梁廣、周昭編撰吳書。

## 評價
（丁）孚、（項）峻俱非史才，其所撰作，不足紀錄。